# Districtul Fürstenfeld
 Districtul Fürstenfeld  a avut în anul 2009 o populație de 22.940  loc., ocupă suparafața de 263,82 km², fiind situat în estul landului Steiermark din Austria. Pe 1 ianuarie 2013 districtul Fürstenfeld a fost desființat și inclus în districtul Hartberg-Fürstenfeld.

## Localitățile districtului
Districtul cuprinde 14 de comune, un oraș și două târguri, nr. de locuitori apare în parateză
| Orașe - Fürstenfeld (Ungültiger Metadaten-Schlüssel 60504Kategorie:Wikipedia:Fehler in Vorlage Metadaten Einwohnerzahl#Ungültiger Metadaten-Schlüssel 60504) Târguri - Burgau (Ungültiger Metadaten-Schlüssel 60503Kategorie:Wikipedia:Fehler in Vorlage Metadaten Einwohnerzahl#Ungültiger Metadaten-Schlüssel 60503) - Ilz (Ungültiger Metadaten-Schlüssel 60508Kategorie:Wikipedia:Fehler in Vorlage Metadaten Einwohnerzahl#Ungültiger Metadaten-Schlüssel 60508) | Comune - Altenmarkt bei Fürstenfeld (Ungültiger Metadaten-Schlüssel 60501Kategorie:Wikipedia:Fehler in Vorlage Metadaten Einwohnerzahl#Ungültiger Metadaten-Schlüssel 60501) - Bad Blumau (Ungültiger Metadaten-Schlüssel 60502Kategorie:Wikipedia:Fehler in Vorlage Metadaten Einwohnerzahl#Ungültiger Metadaten-Schlüssel 60502) - Großsteinbach (Ungültiger Metadaten-Schlüssel 60505Kategorie:Wikipedia:Fehler in Vorlage Metadaten Einwohnerzahl#Ungültiger Metadaten-Schlüssel 60505) - Großwilfersdorf (Ungültiger Metadaten-Schlüssel 60506Kategorie:Wikipedia:Fehler in Vorlage Metadaten Einwohnerzahl#Ungültiger Metadaten-Schlüssel 60506) - Hainersdorf (Ungültiger Metadaten-Schlüssel 60507Kategorie:Wikipedia:Fehler in Vorlage Metadaten Einwohnerzahl#Ungültiger Metadaten-Schlüssel 60507) - Loipersdorf bei Fürstenfeld (Ungültiger Metadaten-Schlüssel 60509Kategorie:Wikipedia:Fehler in Vorlage Metadaten Einwohnerzahl#Ungültiger Metadaten-Schlüssel 60509) - Nestelbach im Ilztal (Ungültiger Metadaten-Schlüssel 60510Kategorie:Wikipedia:Fehler in Vorlage Metadaten Einwohnerzahl#Ungültiger Metadaten-Schlüssel 60510) - Ottendorf an der Rittschein (Ungültiger Metadaten-Schlüssel 60511Kategorie:Wikipedia:Fehler in Vorlage Metadaten Einwohnerzahl#Ungültiger Metadaten-Schlüssel 60511) - Söchau (Ungültiger Metadaten-Schlüssel 60512Kategorie:Wikipedia:Fehler in Vorlage Metadaten Einwohnerzahl#Ungültiger Metadaten-Schlüssel 60512) - Stein (Ungültiger Metadaten-Schlüssel 60513Kategorie:Wikipedia:Fehler in Vorlage Metadaten Einwohnerzahl#Ungültiger Metadaten-Schlüssel 60513) - Übersbach (Ungültiger Metadaten-Schlüssel 60514Kategorie:Wikipedia:Fehler in Vorlage Metadaten Einwohnerzahl#Ungültiger Metadaten-Schlüssel 60514) |

|  |